# Analyta calligrammalis
Analyta calligrammalis is een vlinder uit de familie van de grasmotten (Crambidae). De wetenschappelijke naam van deze soort is voor het eerst gepubliceerd in 1879 door Paul Mabille.
De spanwijdte bedraagt ongeveer 31 millimeter.

## Verspreiding
De soort komt voor in Mali, Gambia, Sierra Leone, Ghana, Congo-Kinshasa, Mozambique, de Seychellen (Assumption en Aldabra) en Madagaskar.

## Waardplanten
De rupsen van deze soort zijn vastgesteld op Ficus sp.